# نجد قیوان (روستا)
 نجد قیوان  (در عربی:  نَجد قیوان )
نام روستایی است در دهستان القَیوان از توابع استان صَعده در کشور یمن در شبه جزیره عربستان.

## جمعیت
جمعیت آن (۷۰ ) نفر (۵ خانوار) می‌باشد.